# Естъс Парк
Естъс Парк (на английски: Estes Park) е град в окръг Ларимър, щата Колорадо, САЩ. Естъс Парк е с население от 6006 жители (2006) и обща площ от 15,2 km². Намира се на 2293 m надморска височина. ЗИП кодът му е 80511, 80517, а телефонният му код е 970.